# Septimània

Septimània el 537

Septimània (en occità Septimània, en francès Septimanie) és una regió històrica banyada pel golf del Lleó que es correspon aproximadament amb els departaments francesos de Gard, Erau, Aude i de la Catalunya del Nord, que després del 747 s'estengué fins a l'Ebre. En època romana, era la part occidental de la província de la Narbonesa.

## Període visigòtic
El nom Septimània es va començar a utilitzar a partir la conquesta visigòtica el 462 i englobava set ciutats episcopals: Narbona, Besiers, Agde, Magalona, Lodeva, Nimes i Usès, i a partir del segle vi, també Elna, i és possible que el nom derivi d'aquest fet. Un altre possible origen del nom prové de la ciutat de Besiers que en temps dels romans s'anomenava Colonia Julia Septimanorum Beaterrae, que al·ludeix a l'establiment de veterans de la Setena Legió Romana a la ciutat.

## Període islàmic
Durant la Invasió musulmana d'Hispània, el rei visigot dissident Ardó resistí a la Septimània fins al 720: el valí As-Samh al-Khawlaní dirigí una campanya contra la Septimània, el darrer reducte visigot, que caigué després que la capital, Narbona, fos assetjada, i així es constituí el valiat d'Arbuna. Però els sarraïns els venceren els francs el 721 a la batalla de Tolosa, per primera vegada, i a la batalla de Poitiers (732) de manera definitiva, i així començà la contraofensiva cristiana capitanejada per Carles Martell. Cinc anys més tard, Carles emprenia una campanya contra la Septimània i per restablir el domini sobre territoris francs envaïts: assetjà Avinyó i Narbona i derrotà els exèrcits musulmans a la batalla del Berra, però tornà a França sense prendre el control de la Septimània.

## Període franc
Mort Carles Martell, el seu fill Pipí el Breu emprengué la conquesta definitiva de la Septimània l'any 752, el mateix de la seva coronació. Nimes, Agde, Besiers i Magalona es lliuraren pacíficament, però Narbona fou assetjada i no caigué fins al 759. La Septimània, doncs, va estar quaranta anys sota domini islàmic; però la Reconquesta franca no s'aturà aquí, ans continuà cap al sud i així es conqueririen Girona el 785 i Barcelona el 801. Durant aquest període, a la Septimània es refugiaren nombrosos hispans del sud dels Pirineus que fugien del domini islàmic. S'establiren en viles i col·laboraren amb els francs en la reconquesta de les seves antigues terres, i els caps de família dels seus dirigents esdevengueren comtes amb el pas de les generacions. Així doncs, tant a l'època carolíngia com durant el Regne de Toledo els contactes amb la Tarraconense foren molt intensos i és així que els contactes entre Catalunya i Occitània perduraren fins a la baixa edat mitjana.
A partir de la conquesta carolíngia, el terme va adquirir més importància, car era un nou territori que no havia estat mai sota domini franc, i llavors sovint es confon amb el territori de la Gòtia, que estrictament també incloïa els territoris carolingis al sud de l'Albera, i al seu torn aquestes entitats sovint es consideraven part del territori conegut com a Marca Hispànica.
Durant l'època carolíngia, la Septimània fou erigida en ducat i governada per comtes (i ducs) que generalment eren els titulars dels diversos comtats que l'integraven: Usès, Nimes, Melguelh (Magalona), Lodeva, Agde, Besiers, Narbona, Carcassona, Rasès, Conflent, Barcelona i Rosselló. Com que aquests comtats eren generalment governats per vescomtes, molts van convertir-se en vescomtats: Narbona, Besiers, Agde, Nimes, i més tard Carcassona. Els comtes que governaven comtats fronterers a Septimània eren també marquesos. Un dels ducs més importants de Septimània fou Bernat de Septimània, que acaparà gran nombre de dominis arreu de la Gòtia, a banda i banda dels Pirineus, durant la primera part del segle ix.

## Pervivència
Atesa l'absència de cap entitat política amb validesa jurídica que es correspongués amb la Septimània, el terme va caure en desús, i amb el temps fou desplaçat pel nou terme Llenguadoc, amb el qual es correspon parcialment.
Recentment, el terme Septimània va ser proposat per a anomenar la regió francesa del Llenguadoc-Rosselló. Tot i això, el govern regional va haver de renunciar a fer aquest canvi a causa del rebuig que provocava a la Catalunya del Nord, on es considerava que era un terme que oblidava el caràcter diferenciat que té aquesta zona respecte al Llenguadoc dins la regió, i així la proposta fou fallida.